# Alytes maurus
O Alytes maurus é uma espécie de anuro (anfíbio tipo sapo, rãs e pererecas) da família Alytidae. Esta espécie foi recentemente separada de Alytes obstetricans por ter algumas diferenças (Donaire, Barroso e Bogaerts 2003, Martínez-Solano et al;. Fromhage 2004, Vences e Veith, 2004). Somente é encontrada no Marrocos nas montanhas Rif. Atualmente esta espécie está classificada na lista do IUCN como quase ameaçada no ano de 2006, 2008 e até hoje, após ter passado por avaliações obteve essa classificação. A causa da classificação é que o Alytes maurus embora não esteja em declínio de população a sua extensão de ocorrência é menor que 5000 km², tornando-a perto de ser classificada como Vulnerável.

## Habitat e ecologia
Esta espécie é geralmente encontrada em locais úmidos principalmente nas montanhas do Marrocos. Os adultos habitam rachaduras e fissuras nas rochas, ou vivem sob pedras perto de riachos, lagos e outras fontes de água. Vivem em matagais, bosques de sobreiro, e pomares. Esta espécie põe ovos na água, produzindo cerca de 60 ovos de cada vez, que são colocadas ao redor fora da água pelo macho, que libera as larvas de volta à água no momento da eclosão.

## Principais ameaças
A introdução do peixe predador Gambusia holbrook é um fator que põe o Alytes maurus em risco. A poluição doméstica de riachos e outras fonte de águas na localidade de Xexuão tem sido grave para a população de sapos que vive nessa região. Em geral, as ameaças que enfrentam esta espécie se encontra localizada, e não se acredita ser seriamente ameaçado no momento.